# Батманов, Юрий Олегович
Юрий Олегович Батманов (7 августа 1977, Димитровград, Ульяновская область) — российский биатлонист, бронзовый призёр чемпионата Европы (2000), призёр чемпионата России. Мастер спорта России международного класса.

## Биография
Занимался биатлоном с 1992 года в клубе «Лада» (Димитровград), позднее выступал за спортивное общество «Динамо» и город Ульяновск, также представлял Удмуртию. Тренеры — Ю. А. Захаров и А. М. Репин.
На чемпионате Европы 2000 года в Закопане стал бронзовым призёром в эстафете в составе сборной России вместе с Владимиром Бехтеревым, Михаилом Кочкиным и Павлом Муслимовым, также был 47-м в спринте и 33-м — в гонке преследования. В 2001 году стал серебряным призёром чемпионата Европы по летнему биатлону в эстафете.
В сезоне 2003/04 принимал участие в Кубке Европы, лучший результат показал в спринте на этапе в Бруссоне, заняв седьмое место. В эстафете на этапе в Мерибеле поднимался на подиум, заняв второе место.
На уровне чемпионата России становился чемпионом страны в эстафете, серебряным призёром в гонке патрулей (2002 и 2004), бронзовым призёром в спринте и гонке преследования (2002). Побеждал на этапах Кубка России. Бронзовый призёр чемпионата России по летнему биатлону в эстафете (2002 и 2009).
Завершил спортивную карьеру в конце 2000-х годов. Работает тренером в ДЮСШ «Нейтрон» в Димитровграде и сотрудником УФСИН по Ульяновской области. Участвует в соревнованиях среди ветеранов.
В 2022 и 2023 годах вместе со старшей дочерью Анастасией участвовал в одиночных смешанных эстафетах в рамках чемпионата России в составе команды Сахалинской области.

## Личная жизнь
Жена Татьяна. Трое детей. Анастасия 05.09.2000 г р., Анна 20.03.2006 и Трофим 20.10.2015. Обе дочери занимаются биатлоном. Анастасия становилась победительницей первенства России среди 17-летних.